# Toyota Fortuner

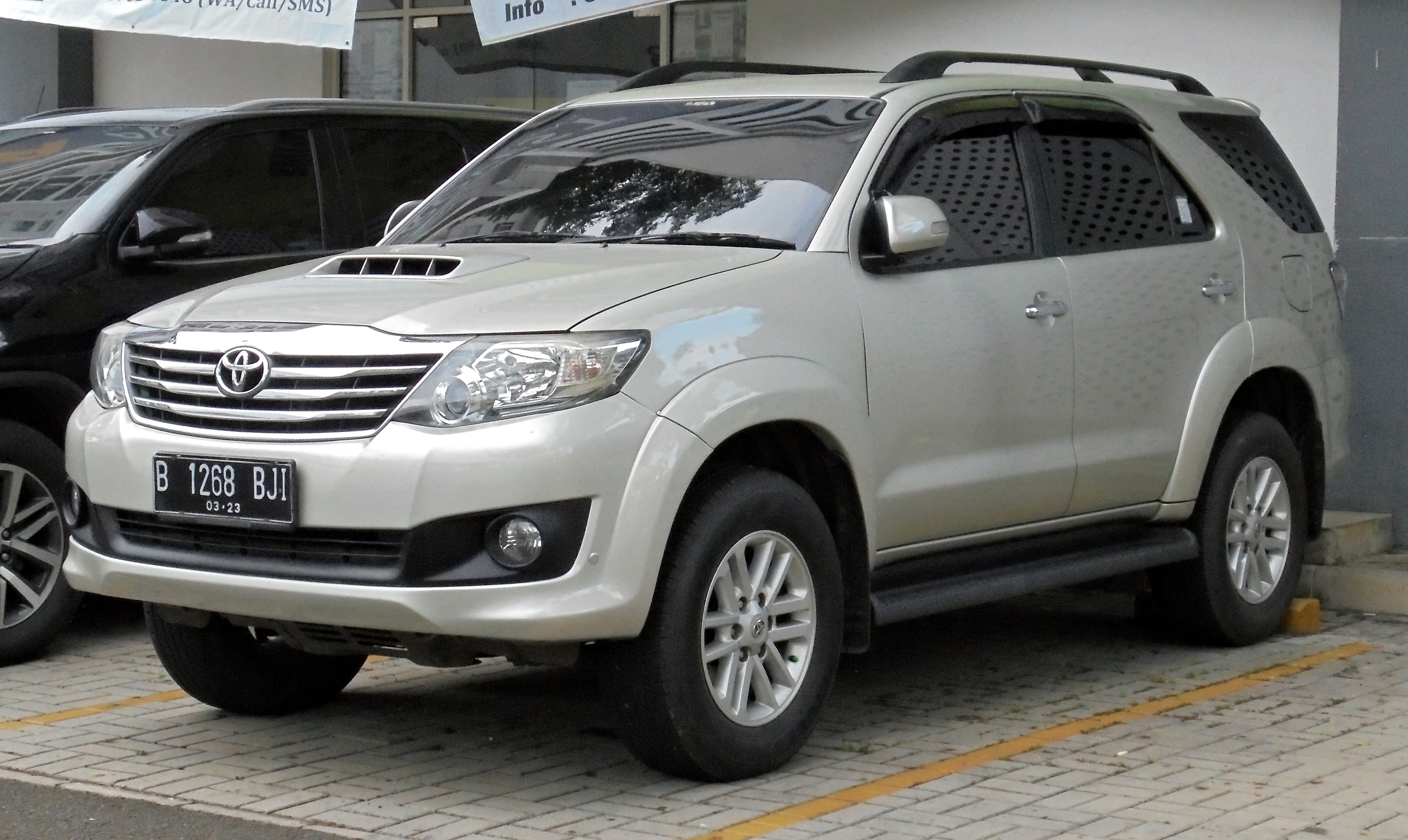
Toyota Fortuner первого поколения

Toyota Fortuner (ещё известен как Toyota SW4) — автомобиль категории SUV, основанный на платформе Toyota Hilux. Первоначально выпускался только в Таиланде, но позже стал выпускаться в Индонезии и других странах. Fortuner имеет три ряда сидений и доступен в вариантах с задним и полным приводом. Fortuner является частью проекта IMV Toyota в Таиланде, который включает и Toyota Hilux, и Kijang Innova (в Индонезии).
Разработанный в значительной степени тайским подразделением Toyota, Fortuner поставляется в ряд стран, включая Индию, Аргентину и Индонезию, хотя за пределами Таиланда его успех был неоднозначным. Однако Гиллард, который работал в техническом центре Toyota (TTC-AU), заявил изданию Sydney Morning Herald, что работа над Fortuner была начата в 2006 году. На самом деле, этот автомобиль был разработан в Таиланде тайскими и японскими инженерами. TOYOTA Австралия сделали только обновлённую версию дизайна передней части IMV. Кроме того, они несут ответственность за разработку следующего поколения Fortuner.
Существует несколько вариантов двигателей в зависимости от страны продажи:
- бензиновые 2TR-FE объёмом 2,7 л и 1GR-FE V6 объёмом 4,0 л с изменением фаз газораспределения,
- дизельные модели 2KD-FTV объёмом 2,5 л и 1KD-FTV объёмом 3,0 л с переменной геометрией турбокомпрессора (common rail).

В 2007 году Toyota Таиланд прекратила выпуск 4×4 бензиновых моделей и заменила их на выпуск бензиновых версий с 2 ведущими колесами. Этот автомобиль был самым продаваемым в своей категории (SUV/PPV) в Таиланде.
Fortuner не предлагается в Японии, Европе, Северной Америке, Австралии и Китае. На этих рынках Toyota предлагает Hilux Surf (Япония), 4Runner (Северная Америка) и Land Cruiser Prado (Европа, Австралия и Китай). Однако в некоторых странах Центральной Америки (например, в Панаме) Toyota Fortuner предлагается наряду с 4Runner и Land Cruiser Prado.

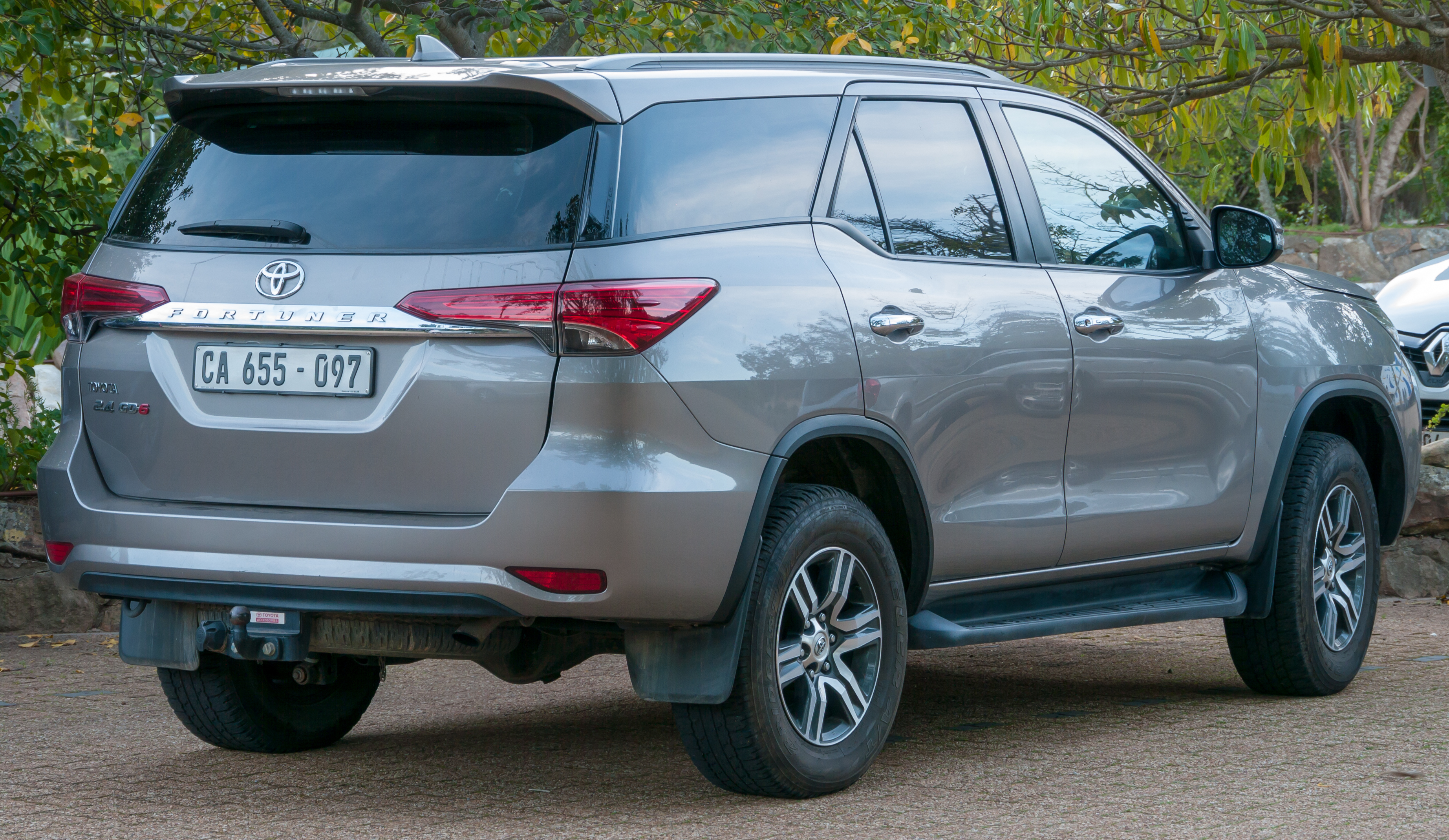
Toyota Fortuner второго поколения в Южной Африке, вид сзади

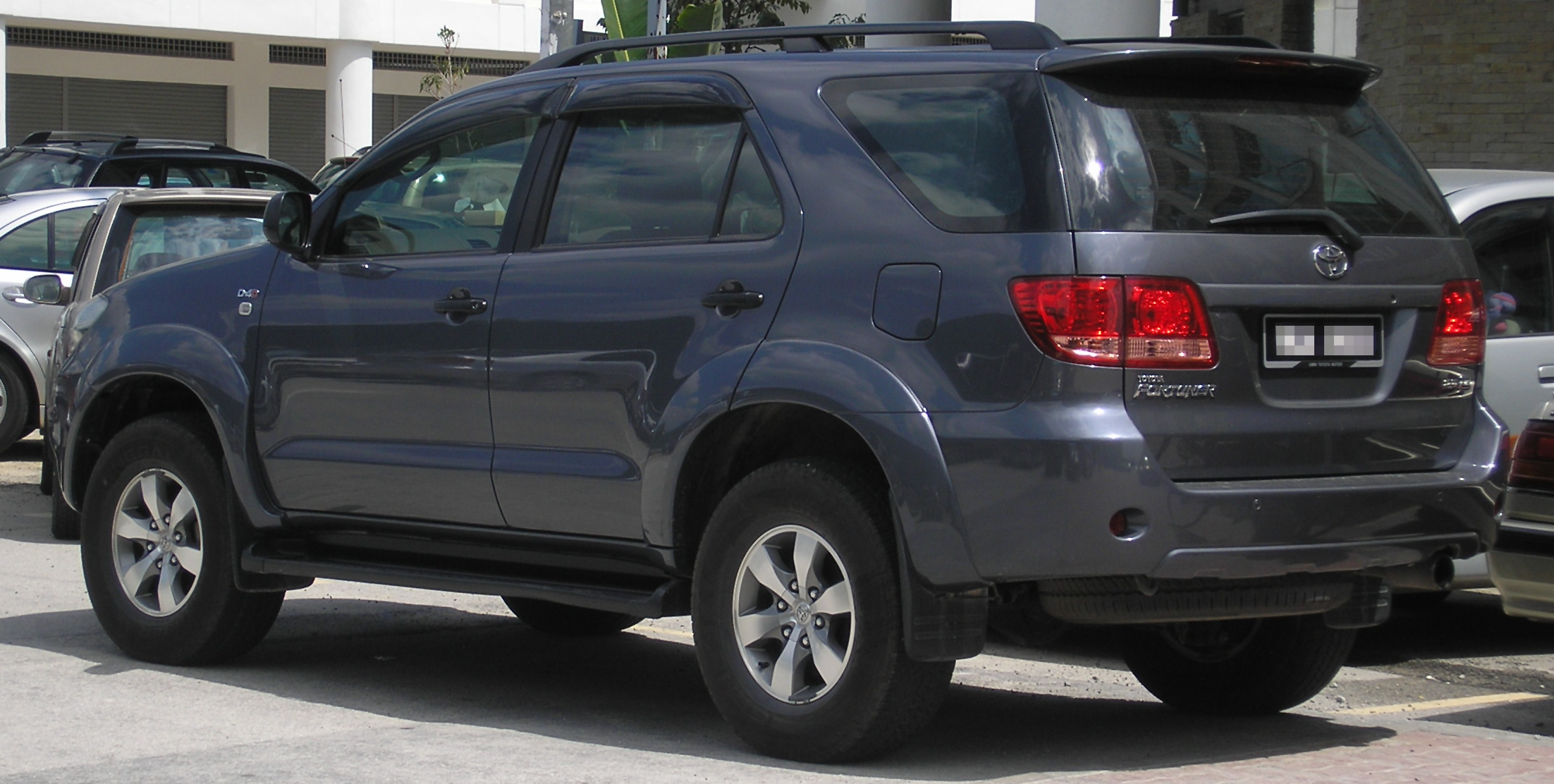
Toyota Fortuner первого поколения в Малайзии

1 октября 2018 года в официальных дилерских центрах Тойота начался прием заказов на новую специальную серию внедорожника Fortuner TRD.

## Рынки

### Аргентина
В Аргентине автомобиль продаётся как Toyota SW4.

### Колумбия
Fortuner был представлен в Колумбии в 2005 году и запущен в 2007 году в качестве замены для местной сборки Land Cruiser Prado, которая производилась в течение 9 лет без каких-либо изменений. Prado продолжал производиться до 2009 года. В 2010 году была представлена новая модель, Fortuner Urbana, с бензиновым двигателем объёмом 2,7 л в моделях 4×4 и 4×2. В конце 2011 года Toyota начала продавать новую обновленную версию с новой решёткой радиатора, новыми задними фонарями и пересмотренным интерьером салона.
Fortuner доступен в следующих версиях:
- Fortuner Urbana 4x2, с двигателем объёмом 2,7 л.
- Fortuner Urbana 4x4, с двигателем объёмом 2,7 л.
- Fortuner Plus Diesel, с двигателем объёмом 3,0 л с турбонаддувом.

Все они стандартно поставляются с 5-ступенчатой механической коробкой передач или опционально с 4-ступенчатой автоматической коробкой.

### Эквадор
Fortuner был представлен в Южной Америке — в Эквадоре — в 2005 году и запущен в серию в 2007 году. Версии Fortuner пришли из Венесуэлы и Таиланда. Выпускались различные модели: первоначально продавались лишь 4×4 и 4×2 с бензиновым двигателем V6 объёмом 4,0 л. В 2010 году появился вариант с двигателем объёмом 2,7 л и была обновлена передняя часть автомобиля.
Toyota Fortuner продавался с 2007 года до конца 2009 года.

### Венесуэла
В Венесуэле представлены две модели автомобилей 2011 года выпуска: 4×4 и 4×2, оба оснащены 4,0-литровым двигателем V6. Сборочный завод расположен в городе Кумана.

### Южная Африка
Fortuner был представлен в Южной Африке в 2005 году и запущен в продажу в 2006 году. Существуют различные модели, и Toyota выпустила новую модель в 2009 году.

### Пакистан
Toyota начала импортировать Fortuner в Пакистан в 2009 году. Сборка Fortuner в Пакистане будет доступна с марта 2013 года, по словам Pervez Ghais — генерального директора Toyota Motors в интервью Bloomberg.

### Индия
Toyota запустила Fortuner в продажу в Индии в 2009 году. Он собирается на заводе Toyota Motor Kirloskar Private Limited в Бидади (штат Карнатака) из импортных комплектующих. Производство Toyota Fortuner увеличилось до более чем 950 автомобилей в месяц от первоначальных 500 единиц в месяц.
Сначала в Индии продавался только один вариант — с турбодизельным двигателем объёмом 3,0 л (common rail), с кожаной обивкой и климатроником в качестве стандарта. Но на выставке Indian Auto Expo 2012 года Toyota представила модель 4x2 с ручной и автоматической коробкой передач.

### Индонезия

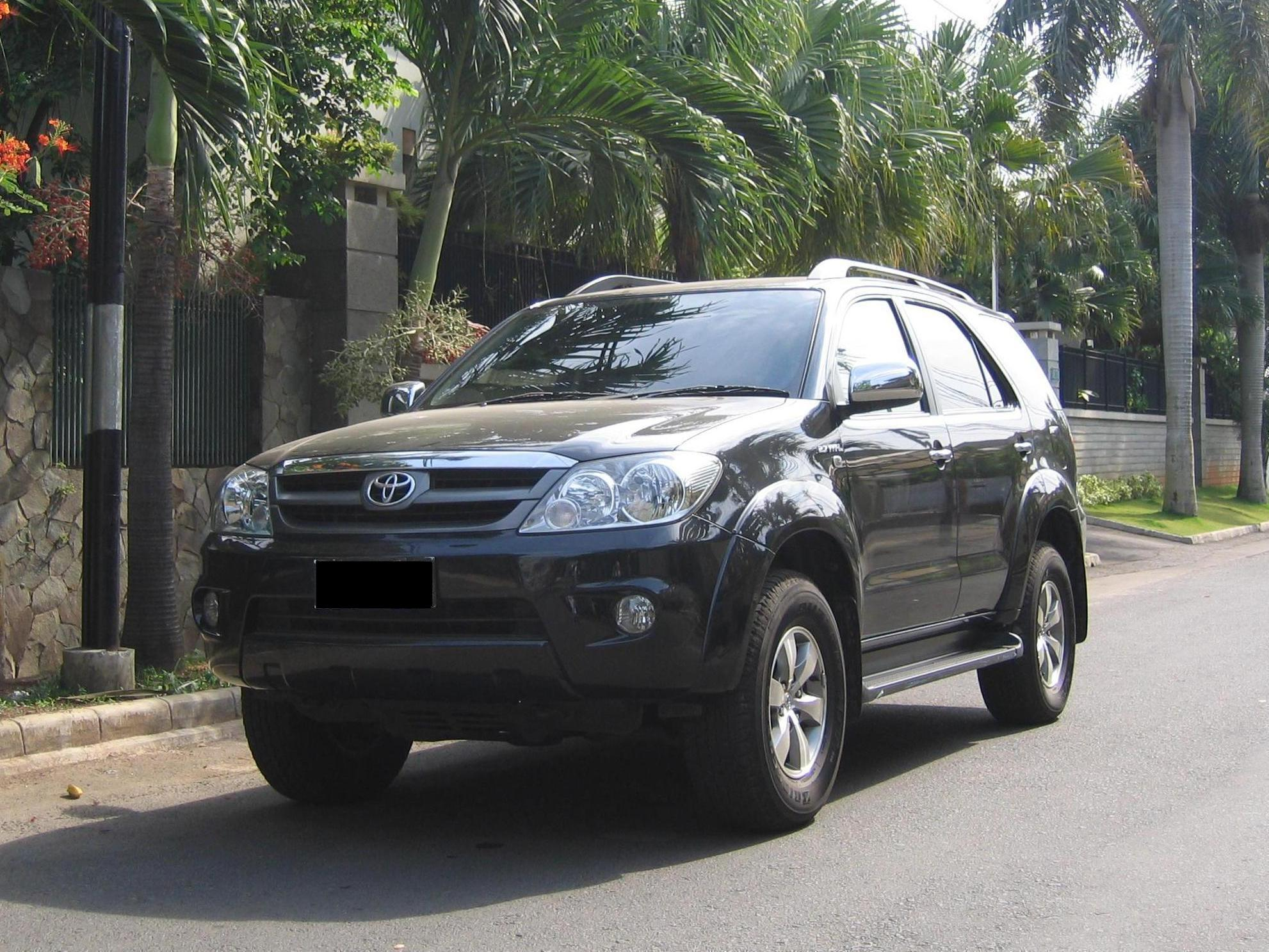
2006 Toyota Fortuner 2.7G Luxury (TGN61)

Fortuner был показан в 2005 году на Международном автосалоне в Джакарте. Он позиционировался ниже Land Cruiser и RAV4. Первоначально Fortuner продавался в комплектациях 2,7G и 2,7V. Базовая комплектация заднеприводного 2,7G предлагалась с тканевым салоном, комплектация Luxury с кожаным салоном и системой Premium Sound. Полноприводный Fortuner 2,7V доступен только в Luxury-модели. Модификация V с дизельным двигателем объёмом 3,0 л официально не продаётся в Индонезии, в связи с тяжелым налоговым законодательством, налагаемым на автомобили 4×4 с двигателями объёмом 3,0 л и более. Они были специально импортированы для Суматры и Калимантана.
2,7G оснащен 4-ступенчатой автоматической коробкой передач и приводом на два колеса с бензиновым двигателем на 2,7 л. Задний привод 2,7G и полный привод 2.7V комплектуются только автоматической коробкой передач. 2.5G была добавлена позднее на рынок, здесь уже привод на четыре колеса и дизельный двигатель на 2,5 л, дающий 75 кВт (102 PS, 101 л.с.). Идёт в паре с 5-ступенчатой механической коробкой. Эта модель была подвергнута критике как нестабильная, с плохими аэродинамическими свойствами на высоких скоростях.
В середине 2009 года новый вариант был добавлен в линейку автомобилей Toyota Fortuner — модель 2.5G с 4-ступенчатой автоматической коробкой передач. 2.5G-модели могут быть заказаны с обвесом TRD Sportivo, который доступен у дилера в качестве опции для других моделей.
В августе 2012 года, в модель с турбодизельным двигателем на 2,5 л с общей топливной рампой 2KD-FTV был добавлен VNT-турбокомпрессор. Обновленная модель была запущена в честь успешной экспедиции Pertamina от Джакарты (Индонезия) до Венеции (Италия) (расстояние примерно 20 000 километров) на группе Toyota Fortuner.

### Малайзия

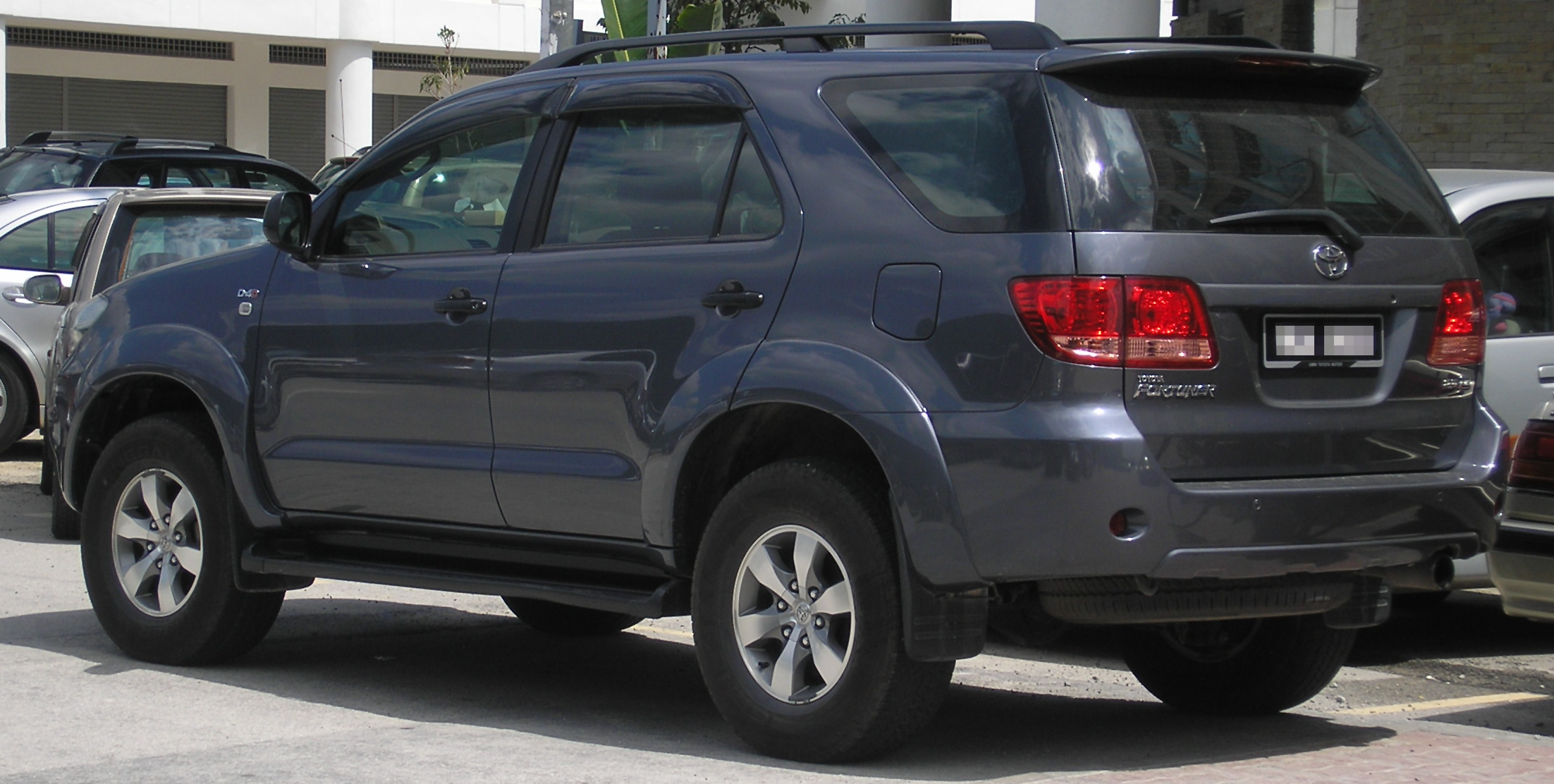
Toyota Fortuner 2.5 G D-4D Diesel (KUN60)

Toyota Fortuner продаётся в Малайзии в 2-х вариантах — 2,7V и 2,5G. 2.7V 4-цилиндровый, рядный, 16-клапанный, DOHC, бензиновый двигатель VVT-I, с максимальной мощностью 118 кВт (160 PS, 158 л.с.) при 5200 оборотах в минуту и максимальный крутящий момент 241 Н•м при 3800 оборотах в минуту. 2.7V доступен только c 4-ступенчатой автоматической коробкой передач с ECT.
2.5G — дизельный двигатель DOHC Turbo, с максимальной мощностью 75 кВт (102 PS, 101 л.с.) при 3600 оборотах в минуту и максимальным крутящим моментом в 260 Н • м при 1600—2400 оборотах в минуту. 2.5G изначально был доступен с 5-ступенчатой механической коробкой передач, но в 2009 году он был заменен на 4-ступенчатую АКПП. Доступны только дизельный двигатель Common Rail на 2,5 л (2.5G) и бензиновый на 2,7 л (2,7V).

### Филиппины

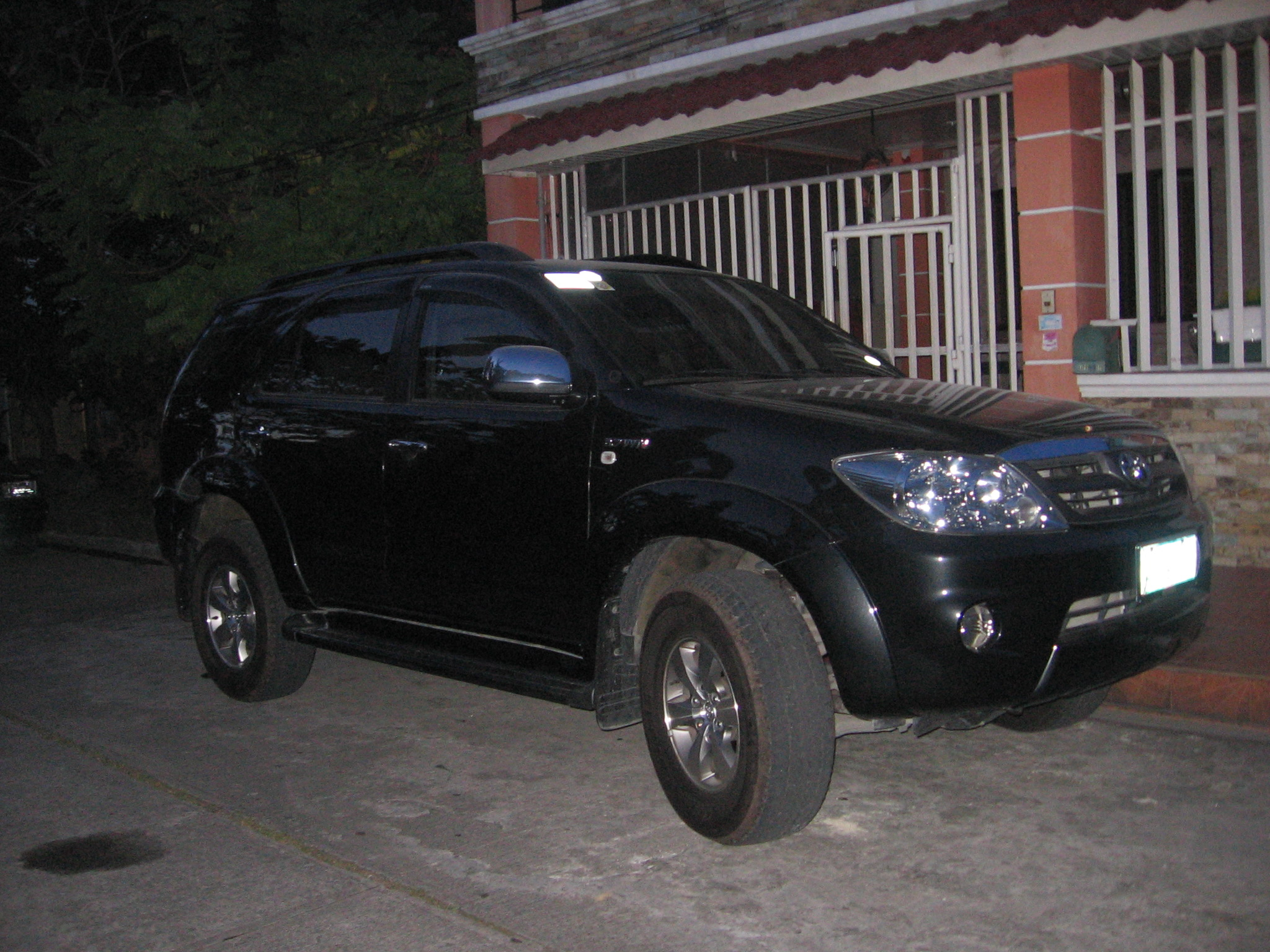
Philippine Market Fortuner

Fortuner был показан в 2005 году, чтобы вытеснить RAV4 и Land Cruiser. Он продаётся в 3-х вариантах: 2,7G бензиновый, дизель 2.5G и дизель 3,0V. 2.7G модель оснащена 2,7 л 2TR-FE двигателем с системой VVT-I, которая выдает 118 кВт (160 PS, 158 л.с.) при 5200 оборотах в минуту и 241 Н • м крутящего момента при 3800 оборотах в минуту.
Дизельная модель 2.5G оснащена 2,5 л 2KD-FTV двигателем с системой Common Rail (D-4D), которая выдает 75 кВт (102 PS, 101 л.с.) при 3600 оборотах в минуту и 260 Н • м крутящего момента при 1600—2400 оборотах в минуту.
Модель 3.0V, которая является топовым вариантом, является единственной 4×4 моделью (предыдущие варианты 4×2). Она оснащена 1KD-FTV двигателем по технологии D-4D, которая выдает 121 кВт (165 PS, 162 л.с.) при 3400 оборотах в минуту и 343 Н • м крутящего момента при 1400-3200 оборотах в минуту.
2,5 л 4×2 дизельный вариант поставляется с ручной, так и автоматической коробкой передач, а остальные идут только с автоматической коробкой передач. Обновленный Fortuner был введен в октябре 2011 года, вместе с обновленной Innova и Hilux.
В сентябре 2012 года 2,5 л 2KD-FTV дизельный двигатель был модернизирован в турбокомпрессор с изменяемыми соплами (VNT) и интеркулером. По данным Toyota Motors Philippines, новая модель будет иметь улучшенную топливную экономичность, увеличит мощность двигателя на 40 % и крутящий момент на 30 %. Технология VNT теперь доступна для Fortuner 4x4 V и 4x2 G (дизель) с ручной и автоматической КПП. Новая функция доступна для Fortuner 4x4 V дизель, 4x2 G дизель — установлена аудиосистема с навигацией Global Positioning System (GPS).

### Сингапур
Fortuner был введен в 2005 году в Сингапуре. Некоторые проблемы испытывали владельцы на парковках, потому что его высота 1,85 м не позволяла парковаться на некоторых автостоянках. У Toyota Hilux (построенной на той же платформе) также были плохие продажи по этой же причине, но они продаются немного лучше, чем Fortuner.

### Казахстан
С 12 июня 2014 года Fortuner производится в Казахстане на производственной базе ТОО «СарыаркаАвтоПром» (САП) в г. Костанай с планируемым ежегодным объемом выпуска около 3000 единиц. На этом заводе также производится Ssang Yong, Geely, JAC и Hyundai. Продаваться Fortuner будет, начиная с 28 июня через дилерскую сеть официального национального дистрибьютора TOO «Тойота Мотор Казахстан».

### Россия
В России такая машина не редкость, как правило, казахстанской сборки.

## Фейслифт
Обновлённый Fortuner дебютировал 4 июня 2020 года на тайском рынке вместе с обновлённым Hiluх Флагманская субмодель Legender (известная как VRZ в Малайзии и LTD на Филиппинах) была представлена для замены модели TRD Sportivo на тайском рынке. Модель оснащена различными фарами, отличающимися от стандартных марок, и различными конструкциями передних и задних бамперов, которые должны соответствовать кроссоверам Toyota. Также оснащена 20-дюймовыми колёсными дисками, внутренним освещением, двухцветными кожаными сиденьями, звуковой системой JBL и набором активных систем безопасности Toyota Safety Sense. 2,8-литровый дизельный двигатель 1GD-FTV получил модернизацию, производя 150 кВт (201 л. с.) мощности и 500 Н·м (51 кг·м) крутящего момента..

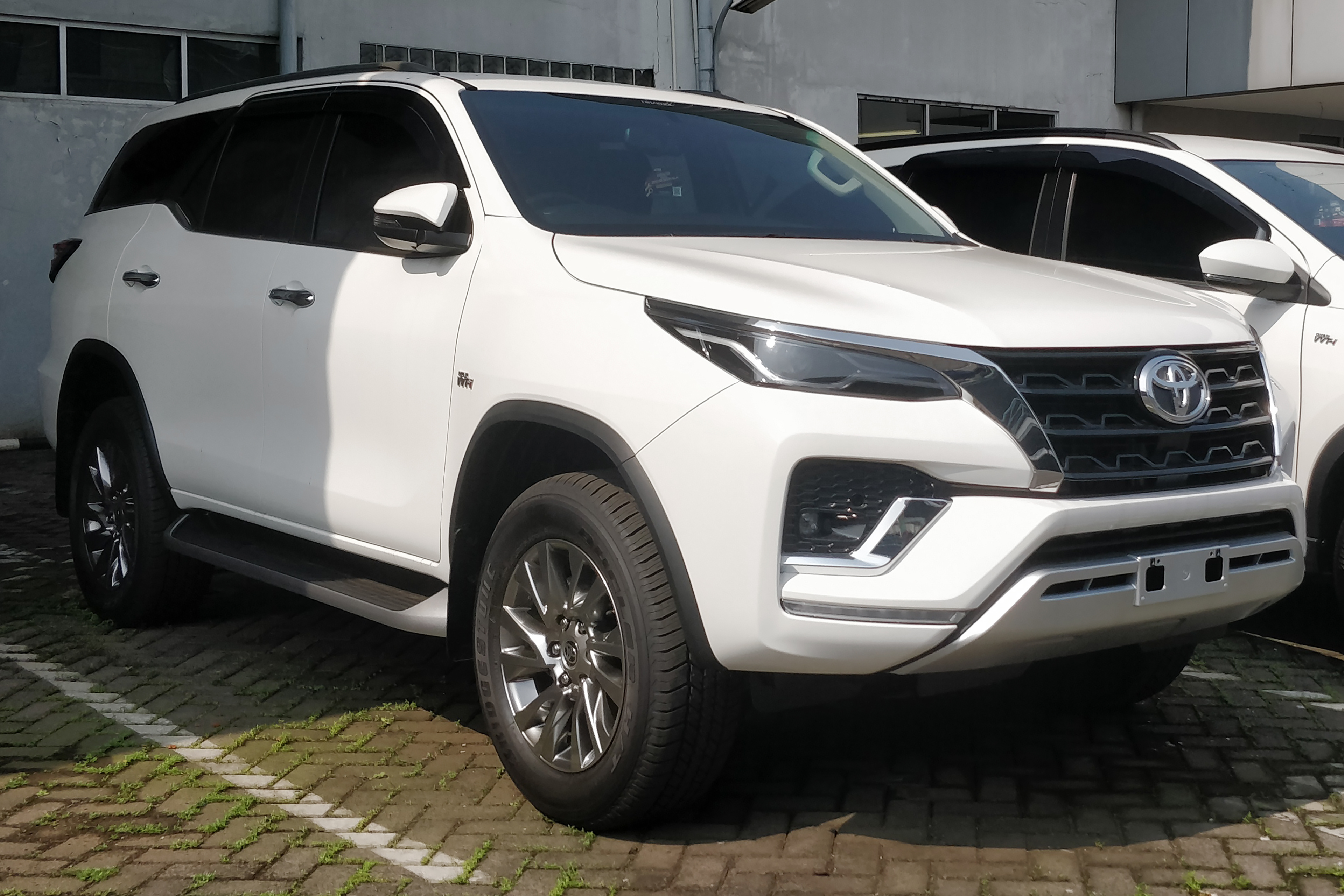
2021 Fortuner 2.7 SRZ 4x2 (TGN166; фейслифт, Индонезия)
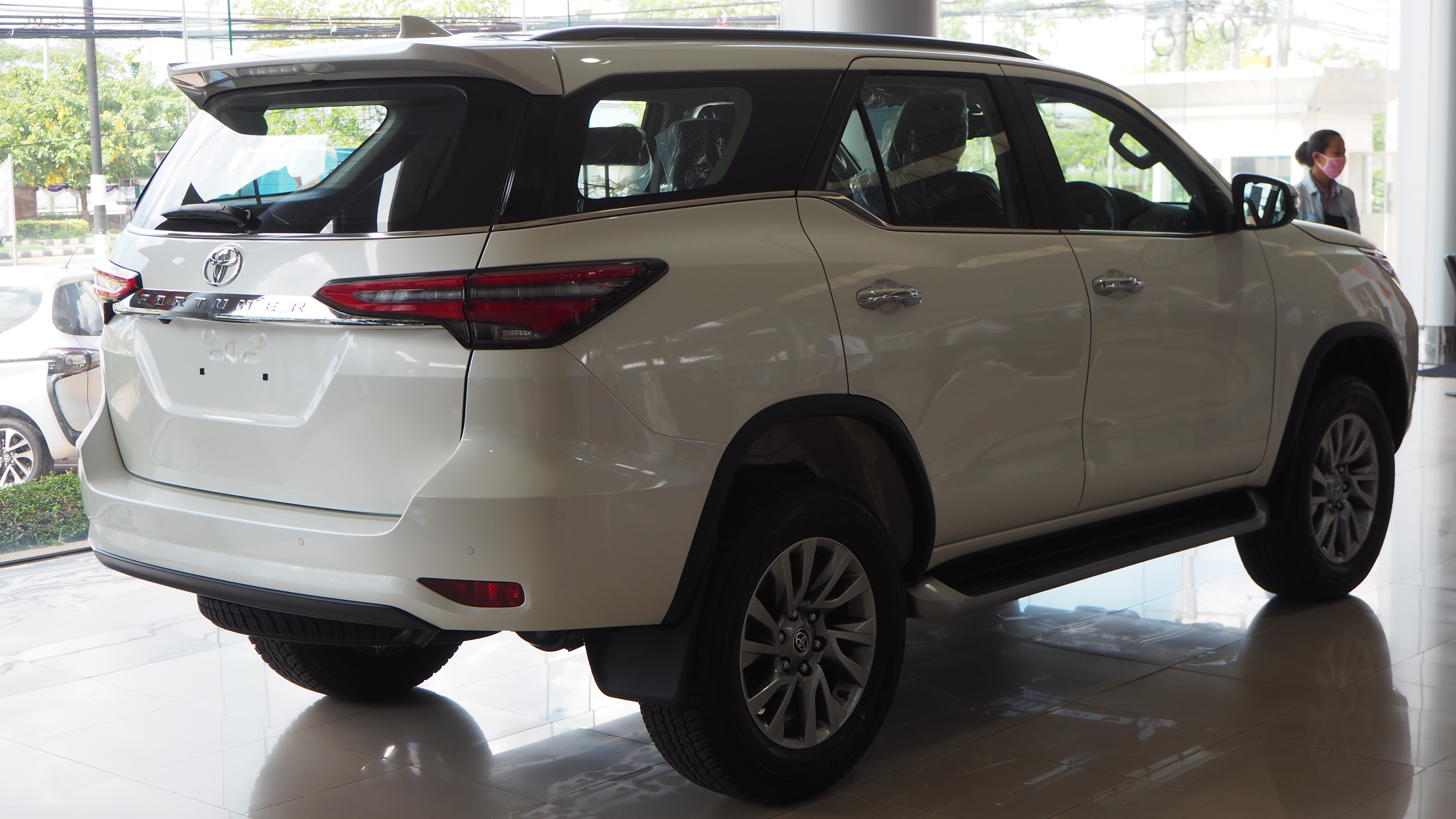
2020 Fortuner 2.4V 2WD (GUN165; фейслифт, Таиланд)
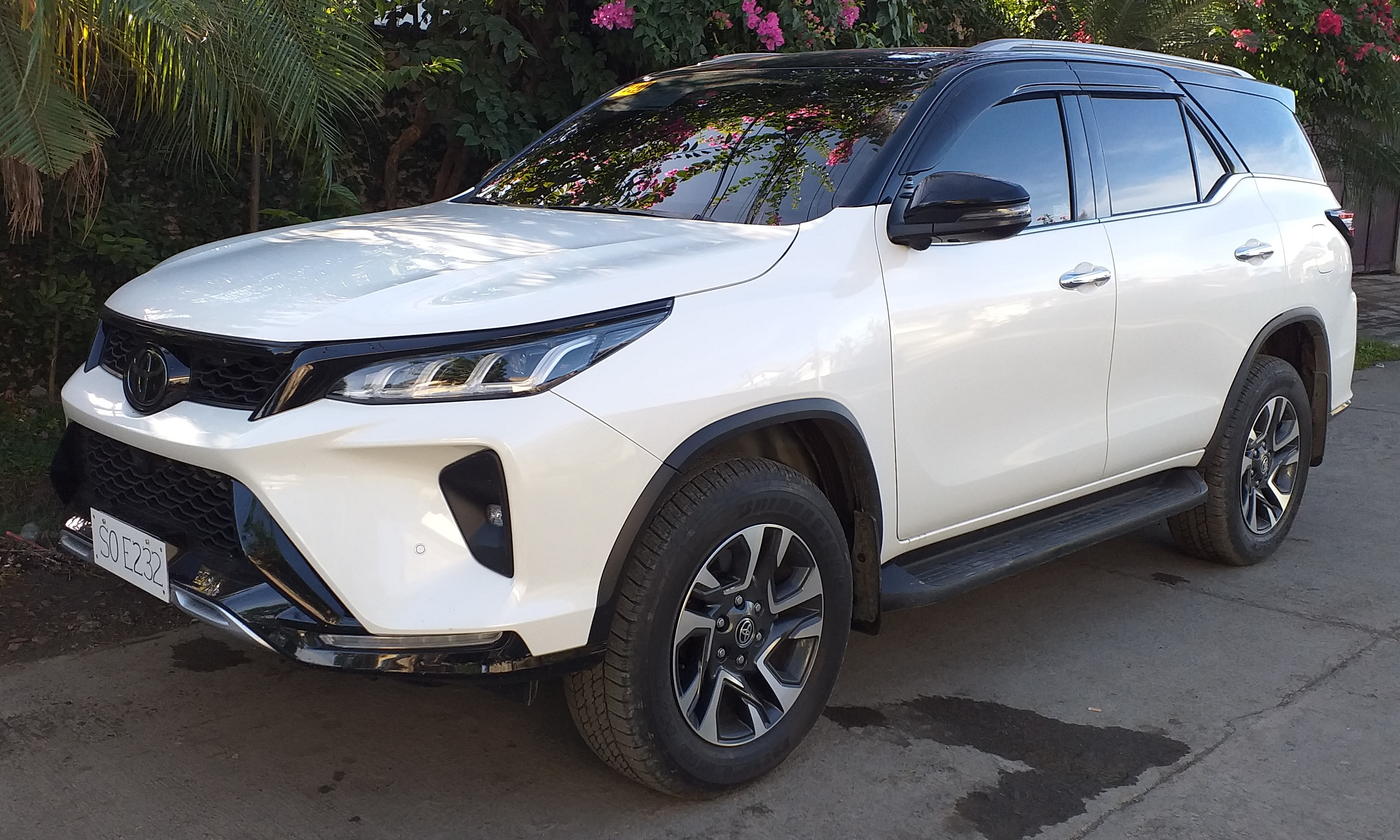
2021 Fortuner 2.8 LTD 4x4 (GUN156; фейслифт, Филиппины)